# Don't Shut Me Down
»Don't Shut Me Down« (ali s poslovenjenim naslovom Ne izključi me) je single švedske skupine ABBA, z njihovega devetega studijskega albuma Voyage.
Aprila leta 2018 je skupina sporočila, da so posneli dve novi skladbi, prvič po 35 letih: »I Still Have Faith in You« in »Don't Shut Me Down«.
Single je izšel kot glasbeni CD in v digitalni/pretočni obliki ob napovedi novega albuma 2. septembra 2021.
Pesem je bila posneta v RMV Studios, miksana v Mono Music Studios, masteriranje pa narejeno pri Cutting Room v Stockholmu.

## Seznam posnetkov
| CD              | CD                   | CD                       | CD      |
| Št.             | Naslov               | Pisec                    | Dolžina |
| --------------- | -------------------- | ------------------------ | ------- |
| 1.              | „Don't Shut Me Down‟ | B. Andersson, B. Ulvaeus | 3:59    |
| Skupna dolžina: | Skupna dolžina:      | Skupna dolžina:          | 3:59    |

## O pesmi
Agnetha, ki poje glavni vokal, pesem začne mirno in razvije v živahen disko pop ritem osemdesetih, ki je zelo razpoznaven znak glasbe skupine ABBA.
S klavirskim prehodom pesem mestoma spominja na uspešnico »Dancing Queen«.
Zveni, kot bi bila kaka starejša klasična pesem skupine.
Klasična ABBA!— Emma Gray Munthe ob izidu pesmi, Femina, 2. septembra 2021.
Pesem sicer govori o ženski, ki se je spremenila in se želi vrniti k partnerju.
Obenem pa je nesigurna, saj se boji njegove zavrnitve.
Po drugi strani pa se tudi člani skupine ABBA vračajo k svojim poslušalcem po mnogo letih zatišja drugačni, a na izgled enaki svojim podobam iz sedemdesetih ali osemdesetih let.
V bojazni, da bi jih v začudenju ne izključili, prosijo za odprt pogled...
Nisem taka, kot me poznaš, saj skupaj zdaj in prej imaš.— ABBA v besedilu pesmi, 2. septembra 2021.

## Videospot
Predstavitveni glasbeni videospot je zgolj animacija z besedilom pesmi v dizajnu albuma Voyage.
Režiral ga je Mike Anderson iz produkcijske hiše Able, produciral pa Nick Barratt.
Posnetek na YouTubu je imel preko 1,4 milijona ogledov v prvih 24 urah po objavi.

## Sodelujoči

### ABBA
- Agnetha Fältskog – glavni vokal
- Anni-Frid Lyngstad – vokal
- Benny Andersson – klaviature, vokal
- Björn Ulvaeus – vokal

### Ostali glasbeniki
- Lasse Wellander – kitara
- Per Lindvall – baterija

### Stockholm Concert Orchestra
- Göran Arnberg – dirigent, orkestracija, klavir

- Andrej Power – prva violina
- Jannika Gustafsson – violina
- Daniel Migdal – violina
- Patrik Swedrup – violina
- Ylva Magnusson – violina
- Henrik Naimark – violina
- Daniel Frankel – violina
- Thomas Ebrelius – violina
- Andrej Nikolajev – violina
- Kristina Ebbersten – violina
- Danial Shariati – violina
- Oscar Treitler – violina

- James Opie – viola
- Jörgen Sandlund – viola
- Vidar Andersson Meilink – viola
- Petter Axelsson – viola
- Jonna Inge – viola
- Albin Uusijärvi – viola

- Andreas Lavotha – violončelo
- Louise Agnani – violončelo
- Anna Wallgren – violončelo
- Elemér Lavotha – violončelo
- Christina Wirdegren Alin – violončelo
- Josef Alin – violončelo
- Fred Lindberg – violončelo

- Johan Ahlin – rog
- Björn Olsson – rog
- Magnus Franzén – rog

- Mattias Normell – kontrabas
- Sara Buschkühl – kontrabas

### Produkcija
- Benny Andersson – producent, aranžer, miks
- Björn Ulvaeus – koproducent
- Bernard Löhr – tonski mojster, miks
- Linn Fijal – asistent
- Vilma Colling – asistentka
- Björn Engelmann – masteriranje
- Görel Hanser – koordinatorka
- Ben Ansell – slika
- Baillie Walsh – oblikovanje

## Odziv
Pesem »Don't Shut Me Down« se je takoj po izidu uvrstila na lestvice največ poslušanih in najbolje prodajanih po svetu.
| Tedenske lestvice po državah (2021)          | Najvišja uvrstitev |
| -------------------------------------------- | ------------------ |
| Avstralija (ARIA)                            | 27                 |
| Avstralija (Australia Digital Song Sales)    | 2                  |
| Avstrija (Ö3 Austria Top 40)                 | 14                 |
| Belgija (Ultratop 50 Flanders)               | 9                  |
| Belgija (Ultratop 50 Wallonia)               | 44                 |
| Danska (Tracklisten)                         | 7                  |
| Finska (Suomen virallinen lista)             | 3                  |
| Francija (France Digital Song Sales)         | 5                  |
| Hrvaška (ARC 100)                            | 10                 |
| Irska (IRMA)                                 | 12                 |
| Islandija (Plötutíðindi)                     | 3                  |
| Japonska (Hot Overseas)                      | 2                  |
| Japonska (Japan Hot 100)                     | 96                 |
| Kanada (Canadian Hot 100)                    | 87                 |
| Kanada (Hot Canadian Digital Song Sales)     | 5                  |
| Latvija (EHR Top 40)                         | 26                 |
| Madžarska (Single Top 40)                    | 4                  |
| Nemčija (Official German Charts)             | 5                  |
| Nizozemska (Single Top 100)                  | 18                 |
| Norveška (VG-lista)                          | 7                  |
| Nova Zelandija (Hot 40 Singles)              | 5                  |
| Nova Zelandija (Recorded Music NZ)           | 31                 |
| Portugalska (AFP)                            | 177                |
| Švedska (Sverigetopplistan)                  | 1                  |
| Švedska (Top 40 Songs)                       | 2                  |
| Švica (Schweizer Hitparade)                  | 1                  |
| Švica (Switzerland Digital Song Sales)       | 1                  |
| ZDA: Digital Song Sales (Billboard)          | 32                 |
| Združeno kraljestvo (Physical Singles Chart) | 2                  |
| Združeno kraljestvo (UK Digital Song Sales)  | 2                  |
| Združeno kraljestvo (UK Singles OCC)         | 9                  |

| Globalne tedenske lestvice (2021)             | Najvišja uvrstitev |
| --------------------------------------------- | ------------------ |
| Airplay World Official Top 100 (Top40 Charts) | 6                  |
| Euro Digital Song Sales (Billboard)           | 1                  |
| Europe Official Top 100 (Top40 Charts)        | 3                  |
| Global 200 (Billboard)                        | 54                 |
| Skupnost neodvisnih držav (Top hit)           | 237                |
| Web Top 100 (Top40 Charts)                    | 3                  |
| World Singles Official Top 100 (Top40 Charts) | 7                  |
| World Singles Top 40 (Acharts)                | 32                 |

| Regija        | Certifikacije     | Prodanih izvodov |
| ------------- | ----------------- | ---------------- |
| Švedska (GLF) | platinasta plošča | 8 000            |